# Communauté de communes de Chautagne
Die Communauté de communes de Chautagne ist ein ehemaliger französischer Gemeindeverband mit Rechtsform einer Communauté de communes im Département Savoie, dessen Verwaltungssitz sich in dem Ort Ruffieux befand und der seit Ende 2000 bestand. Der Gemeindeverband wurde aus acht Gemeinden auf einer Fläche von 78,6 km2 gebildet.

## Aufgaben
Zu den vorgeschriebenen Kompetenzen gehörten die Entwicklung und Förderung wirtschaftlicher Aktivitäten und des Tourismus sowie die Raumplanung auf Basis eines Schéma de Cohérence Territoriale. Der Gemeindeverband betrieb die Straßenmeisterei und Rettungsdienste, die Abwasserentsorgung und die Müllabfuhr. Zusätzlich baute und unterhielt der Verband Sporteinrichtungen und organisierte den Schulbusverkehr und außerschulische Einrichtungen.

## Historische Entwicklung
Mit Wirkung vom 1. Januar 2017 fusionierte der Gemeindeverband mit der Communauté d’agglomération du Lac du Bourget und der Communauté de communes du Canton d’Albens und bildete so die Nachfolgeorganisation Grand Lac – Communauté d’agglomération du Lac du Bourget.

## Ehemalige Mitgliedsgemeinden
Folgende acht Gemeinden gehörten der Communauté de communes de Chautagne an:
| Gemeinde                 | Einwohner 1. Januar 2022 | Fläche km² | Dichte Einw./km² | Code INSEE | Postleitzahl |
| ------------------------ | ------------------------ | ---------- | ---------------- | ---------- | ------------ |
| Chanaz                   | 551                      | 6,8        | 81               | 73073      | 73310        |
| Chindrieux               | 1.488                    | 16,4       | 91               | 73085      | 73310        |
| Conjux                   | 216                      | 1,7        | 127              | 73091      | 73310        |
| Motz                     | 467                      | 9,0        | 52               | 73180      | 73310        |
| Ruffieux                 | 808                      | 13,2       | 61               | 73218      | 73310        |
| Saint-Pierre-de-Curtille | 488                      | 9,8        | 50               | 73273      | 73310        |
| Serrières-en-Chautagne   | 1.161                    | 16,0       | 73               | 73286      | 73310        |
| Vions                    | 426                      | 5,7        | 75               | 73327      | 73310        |